# Melanostolus
Melanostolus is een vliegengeslacht uit de familie van de slankpootvliegen (Dolichopodidae).

## Soorten
- M. melancholicus (Loew, 1869)
- M. nigricilius (Loew, 1871)
- M. tatjanae Negrobov, 1965